# Physoconops rufus
Physoconops rufus är en tvåvingeart som beskrevs av Samuel Wendell Williston  1892. Physoconops rufus ingår i släktet Physoconops och familjen stekelflugor. Inga underarter finns listade i Catalogue of Life.